# Jurassic Park Adventures: Prey
Jurassic Park Adventures: Prey ist das Zweite von 3 Spin-off-Büchern zum Film Jurassic Park III, ebenfalls wieder von Scott Ciencin geschrieben. Mit 123 Seiten ist es etwas länger als sein Vorgänger. Das Buch erschien am 23. Oktober 2001 bei Random House.
Diesmal spielt die Handlung nach den Ereignissen von Jurassic Park III. Im Mittelpunkt steht eine Gruppe Teenager, welche auf Isla Sorna stranden.

## Handlung
Nach den Ereignissen von Jurassic Park III erfahren wir, dass Alan Grant Teil eines UN-Projekts geworden ist. Das Projekt beschäftigt sich mit dem Schutz der Dinosaurier. Allen voran, das Ökosystem von Isla Sorna wieder ins Gleichgewicht zu bringen. Eric Kirby beginnt Alan Grant zu erpressen, um wieder auf die Insel zurückkehren zu können.
Alan Grant lässt sich darauf ein. Aber er schafft es, Eric auszutricksen. Er lässt ihn während der Weihnachtszeit auf die Insel kommen. Zu dieser Zeit pausiert das Projekt.
Fast zeitgleich erreicht eine Gruppe Teenager die Insel. Angeführt von dem 18-jährigen Simon Tunney, welcher versessen darauf ist, reich und berühmt zu werden. Die Gruppe möchte einen Film über die Insel drehen. Simon ist sogar bereit, seine Kameraden zu gefährden, wenn es nötig ist.
Alan Grant und sein Team bekommen relativ schnell Wind von der Sache und versuchen die Gruppe zu finden. Währenddessen verschwindet der gerade angekommene Eric aus der Zentrale. Während Alan Grant und sein Team bei der Suche erfolglos sind, läuft Eric ihnen über den Weg.
Die Teenager provozieren eine Herde Triceratops und bringen sich in Gefahr. Mit einem nachgeahmten Hilferuf eines Velociraptors kann Eric sie im letzten Moment retten. Im weiteren Verlauf versucht Eric, die Gruppe davon zu überzeugen, ihn zur Zentrale zu begleiten.
Vor allem Simon hat Zweifel und Angst, dass Alan Grant seine Aufnahmen beschlagnahmen würde. Die Gruppe zieht gefolgt von einem verärgerten Eric weiter. Unwissend zieht es die Gruppe in ein Gebiet, in dem große Raubsaurier ihr Unwesen treiben. Eric weiß das, folgt ihnen aber dennoch.
Später treffen das Team von Alan Grant, die Gruppe und Eric aufeinander. Sie werden von 3 Carnotaurus angegriffen. Eric erkennt, dass das Alphatier es auf ihn abgesehen hat. Um die Anderen zu retten, entfernt Eric sich. Aber der Plan geht schief, die Carnotaurus bleiben weiter an den Teenagern dran und jagen sie.
Fast wird der kleine Bruder von Simon gefressen. In letzter Sekunde kann Eric die Gruppe, Alan Grant und sein Team retten.
Die Videoaufnahmen von Simon werden als Beweis genutzt und er wird anschließend verhaftet. Eric hingegen wird für seinen Mut von Alan Grant gelobt. Zudem wird er ein temporäres Mitglied im Team von Alan Grant.

## Ausgaben
- Scott Ciencin:Jurassic Park Adventures: Prey. Random House, 2001, ISBN 978-0-375-81290-3